# ЦЕР-10

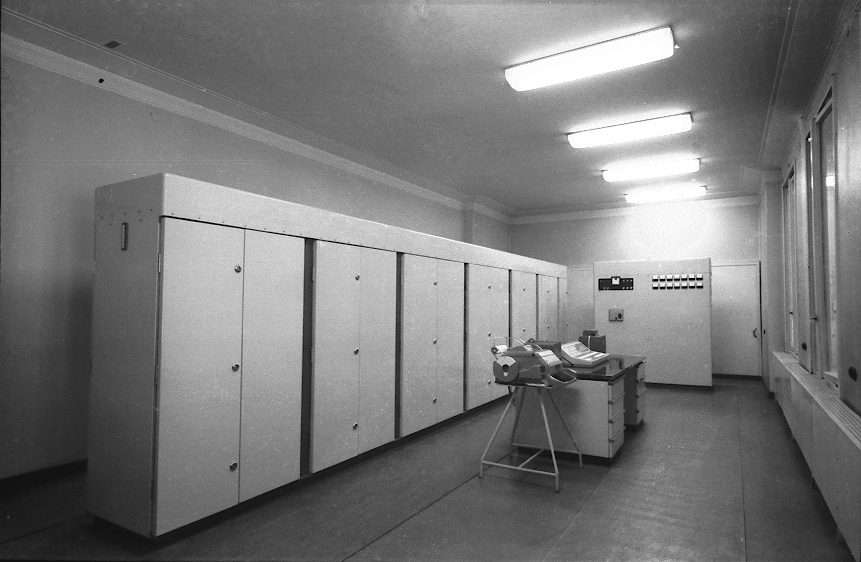
ЦЕР-10 в здании вычислительного центра Танюг, 1963

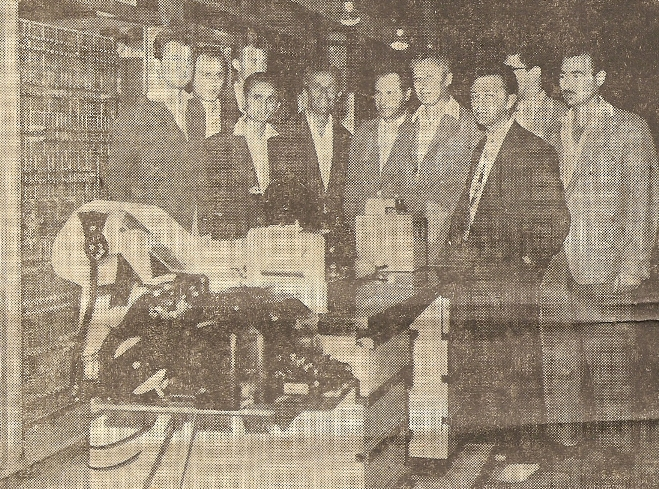
Разработчики ЦЕР-10 во главе с профессором Тихомиром Алексичем и академиком Райко Томовичем

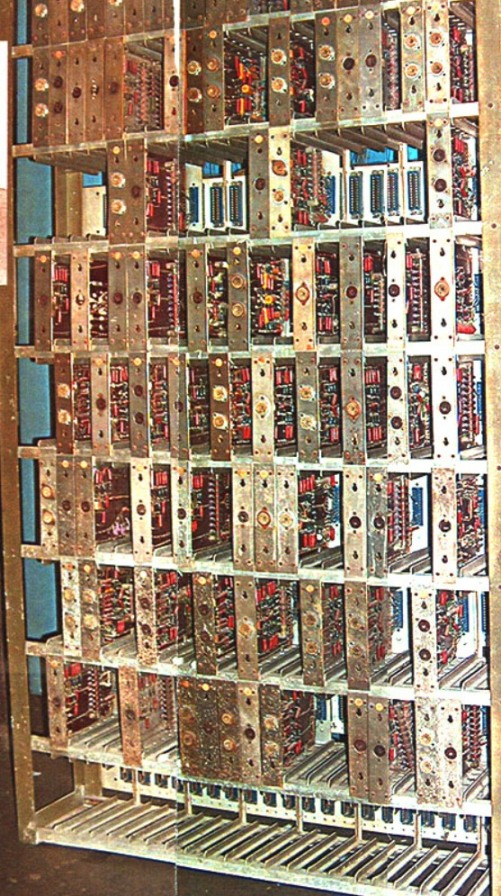
Процессор ЦЕР-10 в музее науки и техники Сербской академии наук и искусств

ЦЕР-10 (серб. Цифарски Електронски Рачунар, модел 10) — первый югославский цифровой компьютер из семейства ЦЕР, первый компьютер в истории Югославии, Южной и Центральной Европы, который разрабатывался в 1949—1959 годы. Благодаря этому компьютеру Югославия стала в один ряд со странами, уже имевшими собственные оригинальные цифровые компьютеры: Великобритания, Германия, Франция, США и СССР. Основными рабочими элементами электронного компьютера ЦЕР-10 были электронные лампы, транзисторы и электронные реле. Сборка и производство велись в институте ядерных наук «Винча» и институте Михаила Пупина в Белграде с 1956 по 1960 годы. ЦЕР-10 считается и первым суперкомпьютером Балканского региона.

## История
Разработчиком внешнего вида и архитектуры был профессор Тихомир Алексич. В течение четырёх лет реализация проекта велась командой Алексича, куда вошли академик Райко Томович, доктор Вукашин Масникоса, доктор Ахмед Манджич, инженер Душан Христович, инженер Петар Врбавац, доктор Милойко Марич, около десяти техников и прочие вспомогательные специалисты. После многомесячных испытаний компьютер ЦЕР-10 приступил к работе в институте «Винча» в 1960 году.
Позже система ЦЕР-10 была переработана и расширена благодаря так называемому Статистическому органу, созданному в конце 1962 года в институте Михаила Пупина. Компьютер решал математические задачи в институте «Винча» с 1961 года, а с 1963 по 1967 годы занимался статистической обработкой зашифрованной информации для нужд правительства СФРЮ и телеграфного агентства Танюг.
Первый компьютер ЦЕР-10 находился в здании вычислительного центра Союзного секретариата внутренних дел с 1961 года, пока в здание не переехало руководство «Танюга». В марте 2006 года Институт Михаила Пупина передал сохранившиеся основные детали машины вместе с оригинальной документацией Музею науки и техники Сербской академии наук и искусств, располагающемуся в доме 51 на улице Скандербега. В настоящее время ЦЕР-10 является экспонатом этого музея.

## Особенности
Модель ЦЕР-10 имела следующие технические характеристики:
- 1750 электронных ламп моделей ECC.81 и EL.83-Philips
- 1500 транзисторов моделей OC.76, OC.44 и 2N.396
- 14 тысяч германиевых диодов моделей OA.85;
- Первичная память в виде ферритовых сердечников Philips (объём составляли 4096 30-битных слов)
- Вторичная память в виде перфолент
- Скорость вычислений: 1600 операций сложения в секунду (50 тыс. простых операций в секунду)
- Периферийные устройства: фотоэлектрическое устройство чтения бумажных лент Ferranti TR 2B, приёмник перфолент Creed 25; телетайп Siemens Т-100.

## Галерея

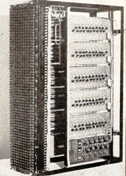
Статистический орган компьютера ЦЕР-10
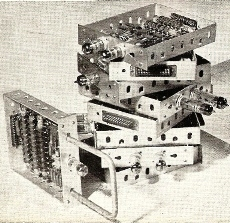
Логические элементы главного процессора
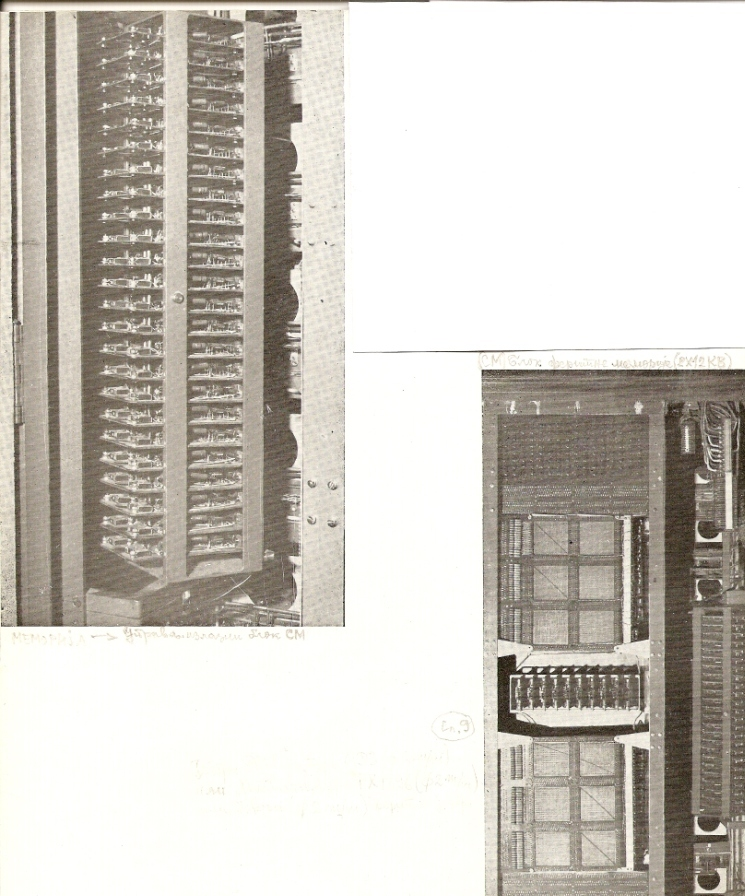
Ферритовый сердечник ЦЕР-10
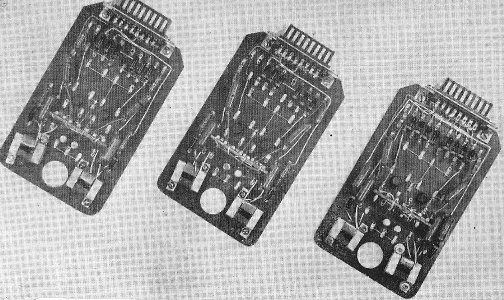
Выходные усилители памяти (печатная плата)
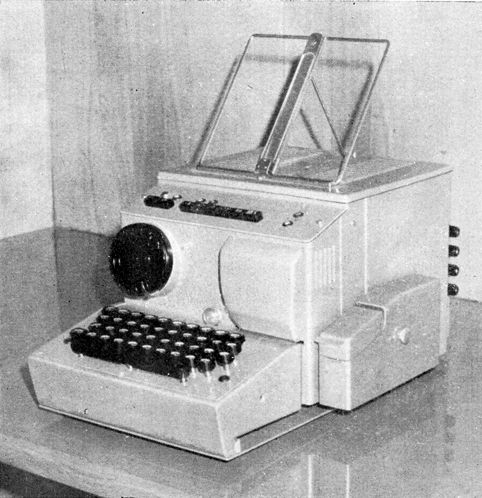
Телетайп ЦЕР
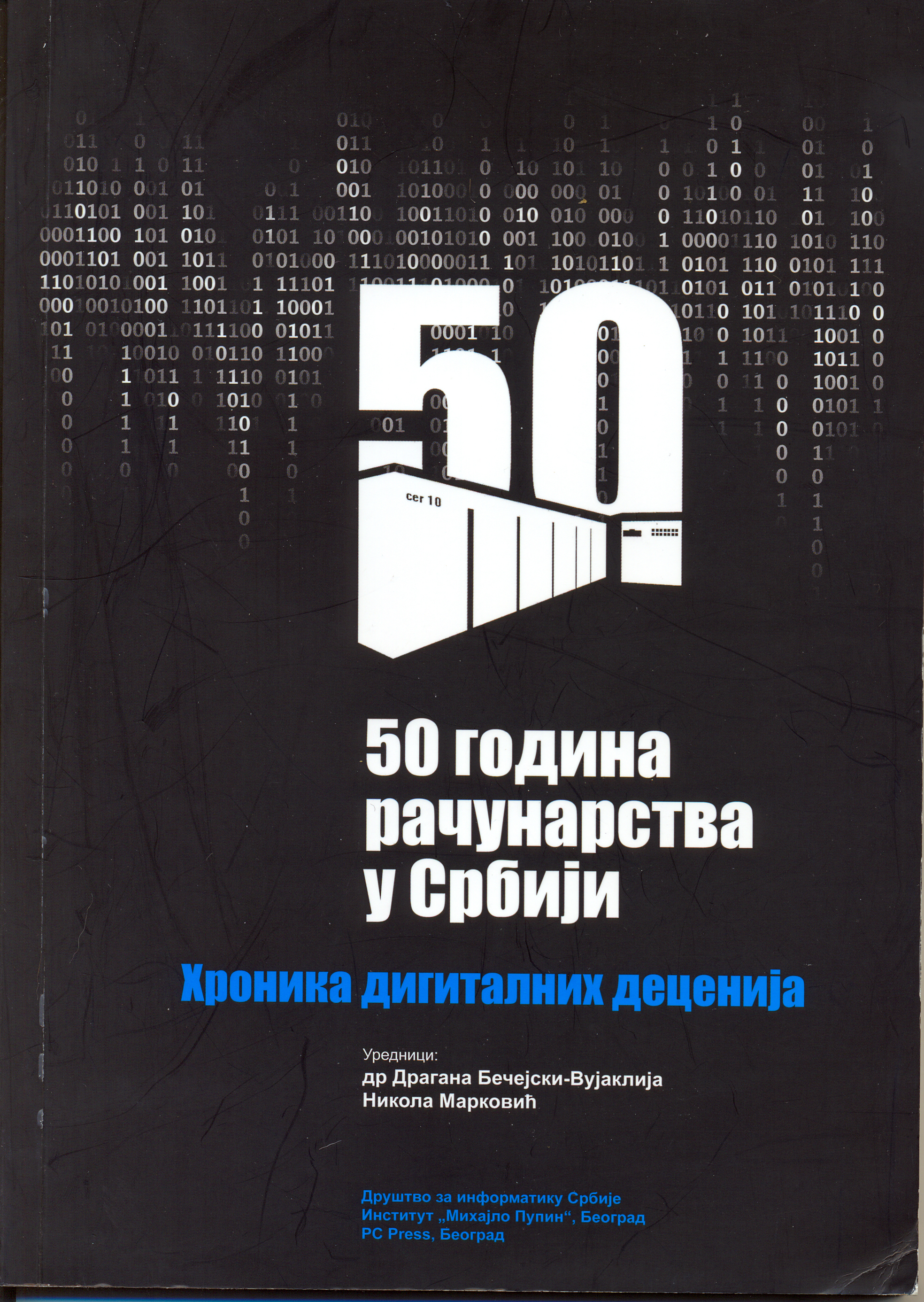
Книга «50 лет вычислительной техники», ДИС, ИМП и PC-press, 2011